# Смакаево
Смакаево (баш. Ыҫмаҡай) — микрорайон города Ишимбая,

## География
Расположен в северо-восточной части Ишимбая, на побережье ручья Бузайгыра, впадающего в реку Тайрук.

## Топоним
Название дано по имени первопоселенца — Смакай (Исмакай) рода Азнай племени Юрматы. Исмакай — это уменьшительная форма имени Исмагил. Исмагил сын Сэмэна (Һәмән) и его жена Шагарбану — общие предки коренного населения д. Смакаево (нынешнего микрорайона): Гумеровых, Газизовых, Шангареевых, Рахматуллиных, Файзуллиных, Лутфуллиных, Мифтаховых, Ярмухаметовых и др. и части жителей д. Мырзаш Стерлитамакского района.

## История
Микрорайон основан как деревня Смакаево, первое упоминание которой произошло в 1795 году. Тогда в ней было 18 дворов и 85 жителей. 
По мнению некоторых жителей Смакаево,  Яр-Бишкадак (старое название Смаково) является родственной, что говорит о том, что возможно Смакаево произошло из рода Бишкадаковых во второй половине XVIII века. Этому есть документальное подтверждение. Оказывается в 1757 году из деревни Бишкадак в военном походе в Пруссию участвовал Кудаш Явгильдин. В списке "отставных урядников, писарей и казаков 7-го башкирского кантона за 1843 год" присутствовали жители деревни Смакаево с фамилией Кудашев. 
В 1940 году деревня вошла в состав города Ишимбая, став микрорайоном.

## Население
В 1816 году — 17 дворов и 129 чел., в 1834 — 34 и 199, в 1859 44 и 264, в 1920-ом 99 дворов и 508 чел. Скотоводство, пчеловодство, землепашество сохранилось до сих пор.

## Известные уроженцы
- Аксан Абдрахманович Хамидуллин — советский нефтяник, Герой Социалистического Труда.
- Сахипова, Земфира Гизитдиновна (1940 г.р.) — советский, российский учёный- педагог, кандидат педагогических наук. Жила в Смакаево с 1940 года.
- Шангареев Анвар Хуснуллович — общественный деятель, депутат шести созывов: городского Совета г. Ишимбая, муниципального района Ишимбайский район Республики Башкортостан, организатор территориального общественного самоуправления «Смакай» (2008 г.), член Общественной палаты Республики Башкортостан: 4-го состава (01.07.2015 г. – 01.07.2017 г.), 5-го состава (01.07.2017 г. – 01.07.2020 г.), Почетный гражданин муниципального района Ишимбайский район Республики Башкортостан (2019 г.).

## Образование
- Школа № 14 (Ишимбай).

## Транспорт
- Городской автобусный маршрут № 3